# Albert-Schweitzer-Schule (Nienburg)
Die Albert-Schweitzer-Schule in Nienburg/Weser (kurz: ASS Nienburg) ist ein Nienburger Gymnasium. Die Schule mit den Klassenstufen fünf bis dreizehn wird von etwa 1.000 Schülerinnen und Schülern besucht.

## Geschichte
Die Ursprünge des Gymnasiums gehen auf die bürgerliche Lateinschule der Residenz Nienburg aus dem 16. Jahrhundert zurück. Eine Tafel des ersten nachweisbaren Schulgebäudes in Nienburg aus dem Jahre 1690 befindet sich im Lapidarium im Biedermeiergarten des Quaet-Faslem-Hauses befindet und ist im Besitz des Museums Nienburg. Sie erinnert an die Initiatoren des Schulbaus, Herzog Georg Wilhelm (Braunschweig-Lüneburg) sowie die Bürgermeister Gerhard Hahnebein und Gerhard Teuto.
Die Königlich Höhere Bürgerschule mit Progymnasialeinrichtung wurde 1829 gegründet. Von 1834 bis 1871 stand die Schule unter der Leitung des Direktors Ludwig Jördens. Ihm folgten von 1871 bis 1894 Direktor Ritter und von 1894 bis 1905 Direktor Paul Kühns. Ab 1905 übernahm Direktor Hugo Hänsel bis 1911 die Leitung der Schule. Danach übernahm Hans Freytag die Leitung. Dieser gründete 1912 die bis heute bestehende Ruderriege der Schule, die zahlreiche Meisterschaften im Laufe der Zeit gewann.
Nach dem Krieg wird die Schule 1949 als erste in Deutschland nach Albert Schweitzer mit dessen persönlicher Zustimmung benannt. Dieses wurde 2019 zum 70. Jahrestag des Namens mit einer Gala mit diversen Gästen gefeiert. 1971 wird dann die frühere Trennung der Geschlechter – die Albert-Schweitzer-Schule ist seit 1941 eine Oberschule für Jungen mit Gymnasium – aufgehoben, sodass die beiden gegenüberliegenden Gymnasien (Albert-Schweitzer-Schule und Hindenburgschule, seit 8. Mai 2006: Marion-Dönhoff-Gymnasium), um die Gymnasiasten konkurrieren.
Mit der Auflösung der Orientierungsstufen in Niedersachsen wurde eine Außenstelle der Albert-Schweitzer-Schule im Nordertorstriftweg (frühere Orientierungsstufe Nienburg) für die Klassen 5, 6, 7 und 8 eingerichtet.

## Architektur
Das heutige (Haupt-)Gebäude der Albert-Schweitzer-Schule wurde in den Jahren 1904 bis 1906 errichtet. Der Architekt Hans Stever hatte hier die Oberaufsicht bei der Ausführung. Der dreigeschossige massive Putzbau an der Friedrichstraße/Albrechtstraße wurde 1904 als Mehrflügelanlage mit Innenhof unter Walm- und Satteldächern errichtet. Die in gelber, hellgeputzter Fassade mit einem Sandsteinquadersockel sowie geschweiften und getreppten Giebel mit Sandsteinquaderrahmung und aufgesetzten Steinkugeln sowie Giebelbekrönung zeigen ein typisches repräsentatives Bauwerk dieser Zeit, das die Weserrenaissance nachahmt. Zahlreiche Fensterbänder sind ebenso in ihren Gewänden in Sandstein gehalten wie das in gleicher Materialität befindliche Haupteingangsportal im Nordwesten. Auf diesem Trakt der Schule befindet sich ein Dachreiter. Der sogenannte Altbau der Schule ist wegen seiner geschichtlichen, künstlerischen und städtebaulichen Bedeutung denkmalgeschützt.

## Projekte
Neben der Ruderriege ist die seit einigen Jahren bestehende Arbeitsgemeinschaft „Indien“ erwähnenswert, die mit dem Verein Arivu – Zukunft durch Bildung zusammenarbeitet und sich um die Förderung von Bildungsprojekten in Neerpair, Tamil Nadu bemüht.
Ein Austausch findet mit Partnerschulen in den Partnerstädten Nienburgs,  Las Cruces (New Mexico),  Bartoszyce (Woiwodschaft Ermland-Masuren) und  Yvetot (Département Seine-Maritime), statt.
Seit dem Schuljahr 2017/2018 ist die Albert-Schweitzer-Schule eine Offene Ganztagsschule.

## Ehemalige Lehrer und Schüler
- Carl Agthe, Konrektor
- Annika de Buhr, Schülerin
- Markus D. Dubber, Schüler
- Ilka Eßmüller, Schülerin
- Volker Finke, Lehrer
- Hans Ludwig Fischer-Nienburg, Schüler
- Hartmut Herrmann, Schüler
- Tim Meyer, Schüler
- Otto Müller-Haccius, Schüler
- Klaus Püschel, Schüler
- Helmut Rode, Schüler
- Otto Rodehorst, Lehrer
- Werner Siemann, Schüler
- Anke Stessun, Schülerin
- Markus Thielemann, Schüler
- Heinrich Weber-Grellet, Schüler
- Nathalie Volk, Schülerin